# Ven Conmigo
Ven Conmigo (с исп. — «Пойдём со мной») — второй студийный альбом американской певицы Селены, выпущенный 6 октября 1990 года на лейбле EMI Latin. Продюсером пластинки и автором многих композиций выступил Эйби Кинтанилья, брат певицы. Музыкальный коллектив Selena y Los Dinos принял участие в создании семи треков; несколько песен также написал Джонни Эррера. В музыкальном плане альбом представляет собой сочетание мексиканской кумбии, ранчеры и некоторых других стилей, демонстрирующих зрелость певицы в плане звучания. Композиции повествуют в основном о любви и о переживаниях после неудачных отношений.

## История создания
В марте 1989 года Селена заключила контракт с лейблом EMI Latin, руководителем которого был Хосе Бехар. Несмотря на то, что EMI работал с Селеной как с сольной исполнительницей, её музыкальный коллектив, Selena y Los Dinos, продолжал с ней сотрудничать. После подписания контракта Бехар и Стивен Финфер запросили для певицы запись англоязычного альбома. Селена записала три песни на английском языке для Чарльза Коппельмана, руководителей одного из отделов EMI, отвечающего за поп-музыку. Коппельман, однако, не поддержал эту идею: по его мнению, Селене прежде всего необходимо было расширить фан-базу.
Ещё до записи дебютного альбома Селены, её брат, Эйби Кинтанилья, боролся за то, чтобы остаться её главным музыкальным продюсером и автором песен. EMI заключили с Эйби соглашение, что если спродюсированная им пластинка не окажется успешной, его заменит лауреат премии «Грэмми». Дебютный сольный диск Селены продавался намного лучше, чем записи других певиц, исполняющих музыку в стиле техано, и Эйби разрешили продолжить сотрудничество с певицей.

## Наследие и коммерческий успех
После выпуска Ven Conmigo Селену стали называть Глорией Эстефан, Джанет Джексон и Мадонной  стиля техано. Сама же Селена говорила, что ей не нравится быть стереотипной. После выпуска пластинки популярность Селены «взлетела»; Ven Conmigo стал первым альбомом певицы, принёсший ей узнаваемость в её музыкальном жанре и утвердивший её «как настоящего исполнителя, с которым должны считаться» на музыкальной сцене техано. Пластинка расширила «вокальные таланты» певицы и сделала её «неудержимой». Ven Conmigo получил номинацию «Альбом года на Tejano Music Awards», а сингл «Baila Esta Cumbia» был представлен в категориях «Сингл года» и «Песня года». В 1992 году композиция «Yo Te Amo» была номинирована на ту же премию в категории Дуэт года, а Селена была признана «Лучшей вокалисткой» и «Лучшей исполнительницей года».
Ven Conmigo дебютировал под номером восемь в американском хит-параде мексиканских альбомов Billboard в течение недели, завершившейся 3 ноября 1990 года. Это был самый высокий дебют на той неделе. Через неделю пластинка опустилась на 10-ю позицию. На шестой неделе альбом добрался до шестого места, а вскоре достиг своей наивысшей третьей позиции. В общей сложности диск продержался в первой десятке чарта 16 недель. В 1991 году Ven Conmigo занял четвёртое место в годовом чарте мексиканских альбомов.

## Список композиций
| №                   | Название                 | Автор(ы)                       | Продюсер (-ы)       | Длительность |
| ------------------- | ------------------------ | ------------------------------ | ------------------- | ------------ |
| 1.                  | «Ya Ves»                 | Пит Астудильо, Эйби Кинтанилья | Эйби Кинтанилья     | 3:13         |
| 2.                  | «Aunque No Salga el Sol» | Джонни Эррера                  | Эйби                | 3:24         |
| 3.                  | «Ven Conmigo»            | Астудильо, Эйби                | Эйби                | 2:26         |
| 4.                  | «Yo Te Amo»              | Астудильо, Эйби                | Эйби                | 3:39         |
| 5.                  | «Enamorada de Ti»        | Астудильо, Эйби                | Эйби                | 4:05         |
| 6.                  | «La Tracalera»           | Эррера                         | Эйби                | 2:50         |
| 7.                  | «Baila Esta Cumbia»      | Эйби                           | Эйби                | 2:57         |
| 8.                  | «Yo Me Voy»              | Хуан Габриэль                  | Эйби                | 3:28         |
| 9.                  | «No Quiero Saber»        | Эйби                           | Эйби                | 2:54         |
| 10.                 | «Después de Enero»       | Эррера                         | Эйби                | 2:57         |
| Общая длительность: | Общая длительность:      | Общая длительность:            | Общая длительность: | 31:53        |

| №   | Название                                                       | Автор(ы)        | Продюсер (-ы)     | Длительность |
| --- | -------------------------------------------------------------- | --------------- | ----------------- | ------------ |
| 11. | «No Quiero Saber (2000 Mix)»                                   | Эйби            | Эйби              | 2:56         |
| 12. | «Enamorada de Ti (Club Mix)»                                   | Астудильо, Эйби | Эйби              | 6:07         |
| 13. | «Spoken Liner Notes» (высказывания семьи, друзей и коллектива) | Нир Сероусси    | Сюзетт Кинтанилья | 13:39        |
| 14. | «No Quiero Saber» (видеоклип)                                  | Эйби            |                   | 3:37         |